# フェインチェ・ファン・ステーンキステの肖像
『フェインチェ・ファン・ステーンキステの肖像』（フェインチェ・ファン・ステーンキステのしょうぞう、蘭: Portret Feyntje van Steenkiste、英: Portrait of Feyntje van Steenkiste）は、17世紀オランダ黄金時代のハールレムの巨匠フランス・ハルスが1635年頃、キャンバス上に油彩で制作した肖像画である。 彼女の夫である『ルーカス・デ・クレルクの肖像』 (アムステルダム国立美術館) の対となる肖像画であると考えられている。作品は、アムステルダム国立美術館に所蔵されている。

## モデル
フェインチェ・ファン・ステーンキステは、メノー派の炭酸カリウム商人の娘としてハールレムで生まれ、1626年1月8日にルーカス・デ・クレルクと婚約した。彼らは、3人の子 (ヤネケ、パスヒーナ、ピーテル) をなし、ピーテルは父親の会社でともに仕事をした。フェインチェは1640年3月3日に埋葬され、ルーカスは同年、9月18日に再婚した。

## 作品
『フェインチェの肖像』は、1622年、彼女が18歳の時にルーカスと結婚してから9年後に描かれた。ハルスの他の女性の結婚肖像画と違い、フェインチェは、レースのリストカラーのない、質素なメノー派のドレスを身に着けている。しかし、そのドレスには多くのボタンが付いており、高価なカットを示すプリーツがある。彼女の石臼型のカラーは、特別に堅い8の字結びで目立っている。髪の毛は、レースの縁取りのある有翼のカチューシャ付き帽子で覆われている。彼女は、宝石類はまったく身に着けておらず、ハルスの別の、名の知られていない女性の肖像に類似している。
ハルスの特徴を示しているのは、伸びやかな絵具の塗り方であり、特にフェインチェのテには未完成かと思えるほど大胆な筆致が見て取れる。右手の関節や指のハイライトは立体感をありありと表現しているが、近づいてみれば、ほんのわずかな絵具を素早いタッチで塗っているに過ぎない。

## 1630年代のハールレムの2人のメノー派花嫁

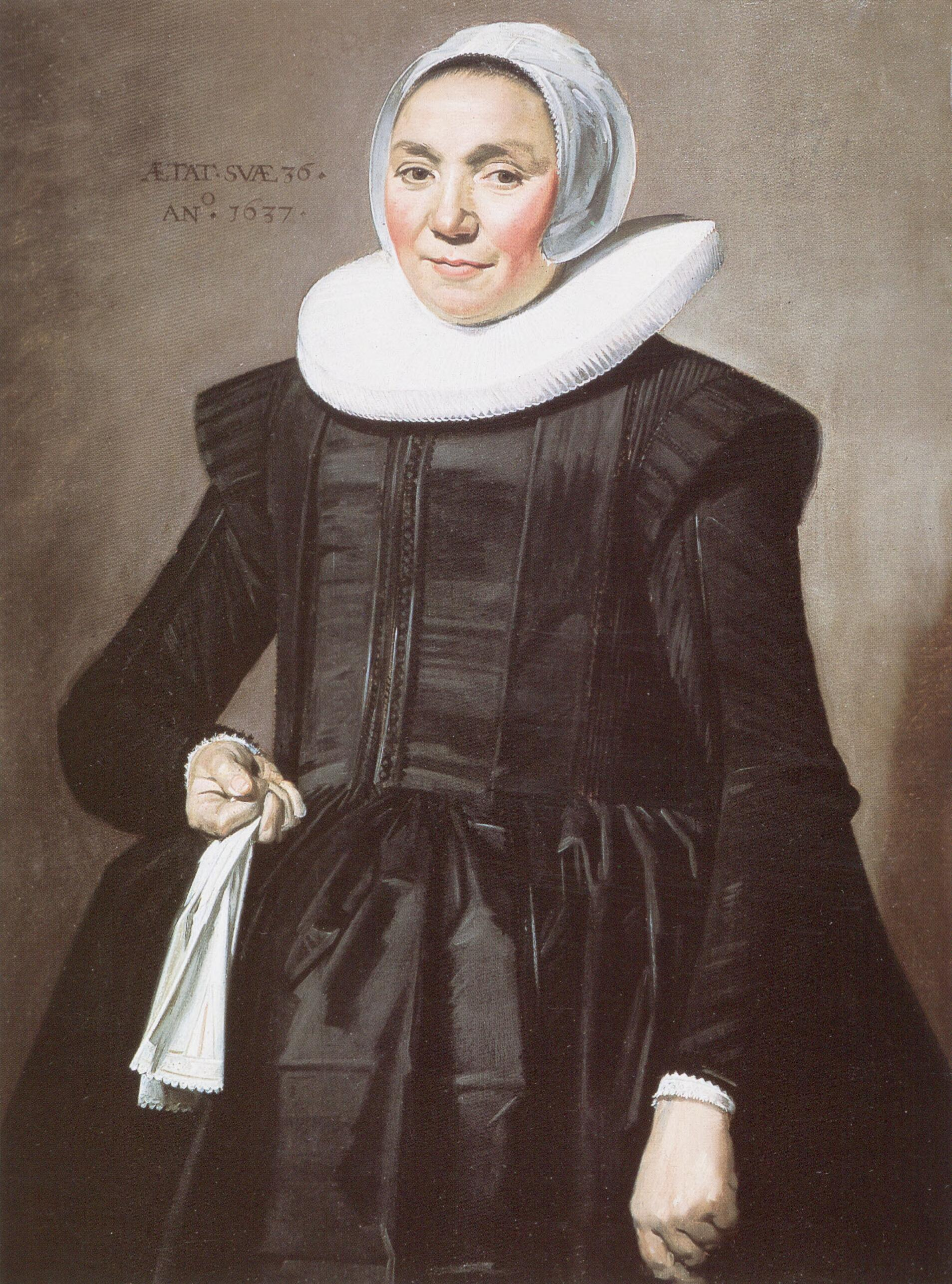
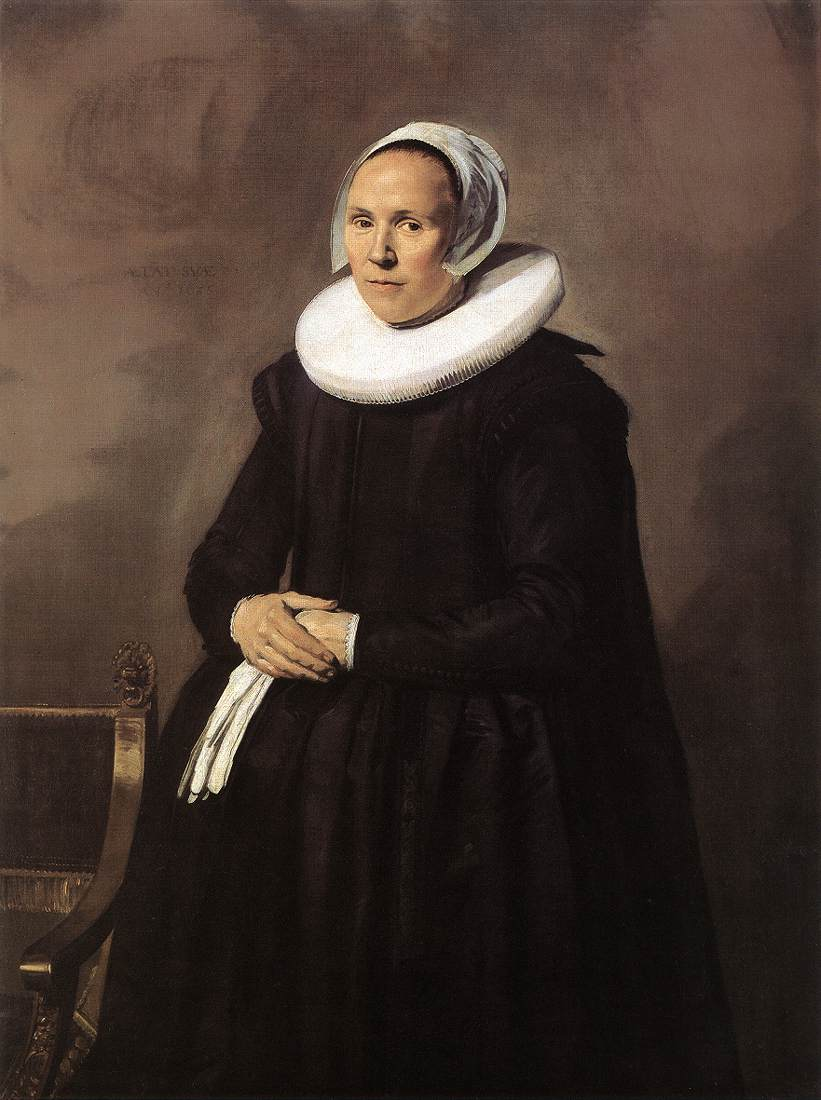

『フェインチェの肖像』は、1910年に研究者のホフステーデ・デ・フロートにより以下のように記述された。
166番。フェインチェ・ファン・ステーンキステ (1604年生まれ)、ルーカス・デ・クレルクの妻。M. 25。4分の3身体像。等身大。やや左側を向いているが、ほとんど鑑賞者の正面に立っている。鑑賞者を見ている。左手には椅子がある。手袋を持っている手は、身体の前で重ねられている。白い帽子を被り、小さな白い襞襟を着け、袖にはわずかのレースが付いている。165番と色彩は類似している。手は、特別に幅広い筆致と正確さで描かれている [165番参照]。左側に、「AETAT SVAE 31. ANo 1635」の記述あり。キャンバス、縦49インチ、横37インチ。モース (Moes) の「Iconographia Batava, No. 7550」を参照のこと。C.E.タウレルにより版画化。1891年、デ・クレルク家よりアムステルダム市に寄贈。1907年、アムステルダム国立美術館に収蔵。目録番号1087。1891年より寄託展示。
ホフステーデ・デ・フロートは、本作を『ルーカス・デ・クレルクの肖像』の対作品としてリストに載せた。1974年、シーモア・スライヴは両作を対作品とし、ルーカスが椅子の背に非常にゆったりと身体をもたせかけていることと、フェインチェの髪覆いが、ハルスの作品も含め1630年代の女性の髪覆いに類似していることに言及した。

## 対の結婚肖像画

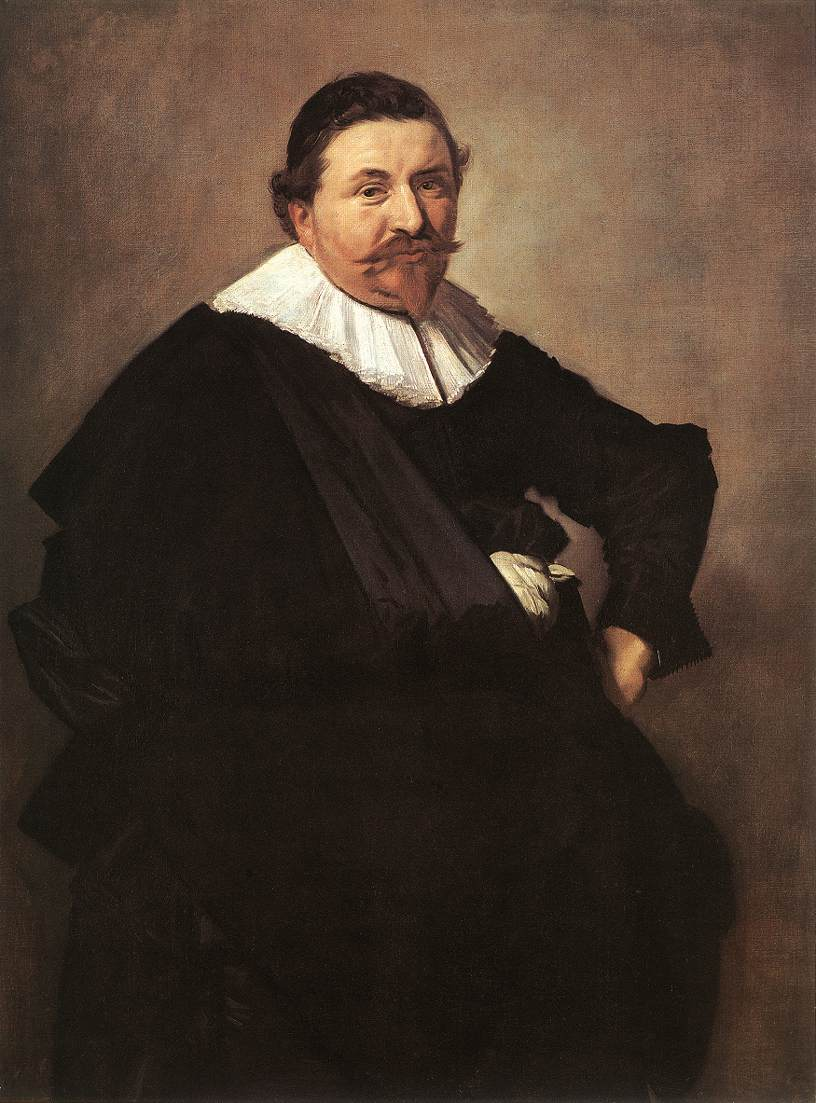
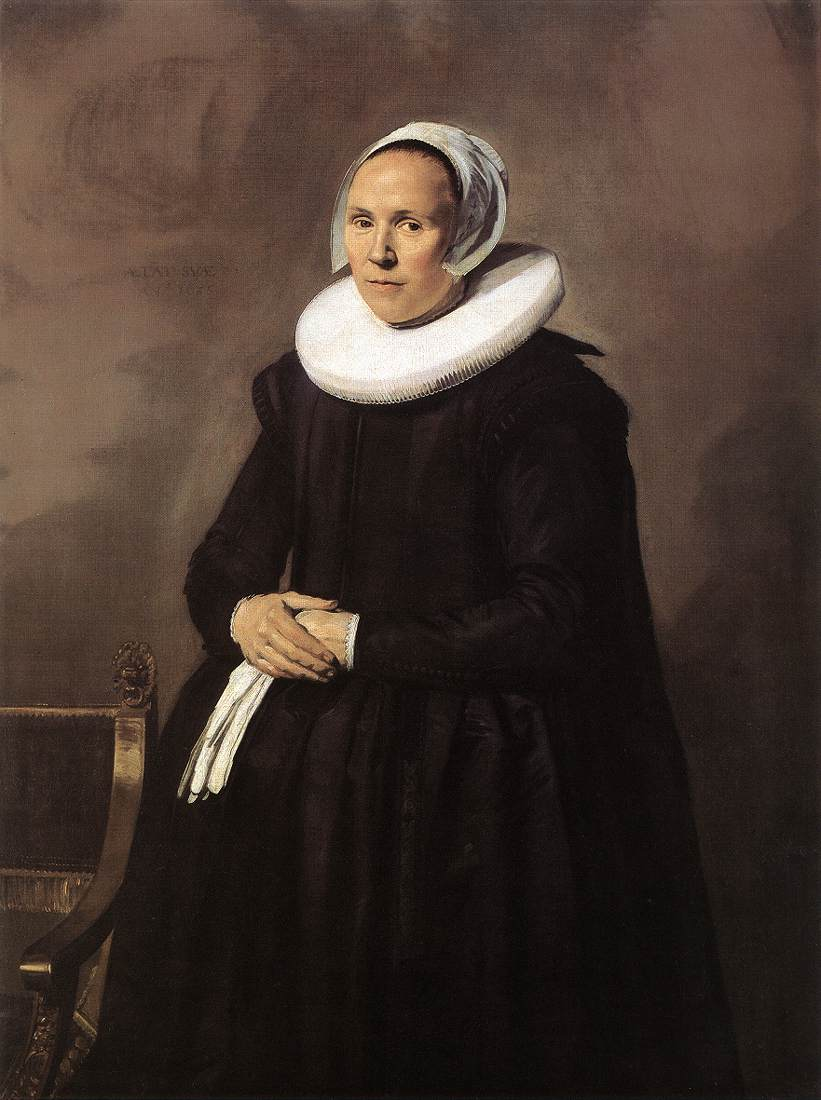